# مارجوري ماينارد
مارجوري جوزفين ماينارد هي فنانة وفلاحة بريطانية، صممت طابعين من أوائل الطوابع البريدية العراقية. صممت إديث تشيزمان الطوابع الأخرى.
لقد رفعت دعوى قضائية رفيعة المستوى وخسرتها بعد طردها من مزرعتها.